# BAFTA alla migliore colonna sonora
Il BAFTA alla migliore colonna sonora (BAFTA Award for Best Film Music o Anthony Asquith Award for Film Music) è un premio annuale, promosso dal BAFTA a partire dal 1970.
Il premio è attribuito alle pellicole prodotte nell'anno precedente. L'albo d'oro è pertanto riferito all'anno di produzione della pellicola.

## Albo d'oro

### Anni 1960
- 1969
  - John Barry – Il leone d'inverno (The Lion in Winter)
  - John Addison – I seicento di Balaklava (The Charge of the Light Brigade)
  - Francis Lai – Vivere per vivere (Vivre pour vivre)
  - Nino Rota – Romeo e Giulietta (Romeo and Juliet)

### Anni 1970
- 1970
  - Mikīs Theodōrakīs – Z - L'orgia del potere (Z)
  - Richard Rodney Bennett – Cerimonia segreta (Secret Ceremony)
  - Georges Delerue – Donne in amore (Women in Love)
  - Michel Legrand – Il caso Thomas Crown (The Thomas Crown Affair)
- 1971
  - Burt Bacharach – Butch Cassidy (Butch Cassidy and the Sundance Kid)
  - Richard Rodney Bennett – Caccia sadica (Figures in a Landscape)
  - Johnny Douglas – Quella fantastica pazza ferrovia (The Railway Children)
  - Arlo Guthrie – Alice's Restaurant
- 1972
  - Michel Legrand – Quell'estate del '42 (Summer of '42)
  - Charles Dumont – Monsieur Hulot nel caos del traffico (Trafic)
  - John P. Hammond – Piccolo Grande Uomo (Little Big Man)
  - Isaac Hayes – Shaft il detective (Shaft)
- 1973
  - Nino Rota – Il padrino (The Godfather)
  - Richard Rodney Bennett – Peccato d'amore (Lady Caroline Lamb)
  - Alfred Ralston – Gli anni dell'avventura (Young Winston)
  - Third Ear Band – Macbeth (The Tragedy of Macbeth)
- 1974
  - Alan Price – O Lucky Man!
  - Bob Dylan – Pat Garrett e Billy Kid (Pat Garrett and Billy the King)
  - Taj Mahal – Sounder
  - Mikīs Theodōrakīs – L'Amerikano (State of Siege)
- 1975
  - Richard Rodney Bennett – Assassinio sull'Orient Express (Murder on the Orient Express)
  - Jerry Goldsmith – Chinatown
  - Francis Lai – Una donna e una canaglia (La bonne année)
  - Michel Legrand – I tre moschettieri (The Three Musketeers)
  - Mikīs Theodōrakīs – Serpico
- 1976
  - John Williams – Lo squalo (Jaws) e L'inferno di cristallo (The Towering Inferno)
  - Jerry Goldsmith – Il vento e il leone (The Wind and the Lion)
  - Nino Rota – Il padrino - Parte II (The Godfather Part II)
  - David Shire – Il colpo della metropolitana (Un ostaggio al minuto) (The taking of Pelham One Two Three)
- 1977
  - Bernard Herrmann – Taxi Driver
  - Jack Nitzsche – Qualcuno volò sul nido del cuculo (One Flew Over the Cuckoo's Nest)
  - Richard M. Sherman e Robert B. Sherman – La scarpetta e la rosa (The Slipper and the Rose)
  - Paul Williams – Piccoli gangsters (Bugsy Malone)
- 1978
  - John Addison – Quell'ultimo ponte (A Bridge Too Far)
  - Richard Rodney Bennett – Equus
  - Marvin Hamlisch – La spia che mi amava (The Spy Who Loved Me)
  - Paul Williams, Barbra Streisand, Kenny Ascher, Rupert Holmes, Leon Russell, Kenny Loggins, Alan Bergman, Marilyn Bergman, Donna Weiss – È nata una stella (A Star Is Born)
- 1979
  - John Williams – Guerre stellari (Star Wars)
  - Georges Delerue – Giulia (Julia)
  - Barry Gibb, Maurice Gibb, Robin Gibb – La febbre del sabato sera (Saturday Night Fever)
  - John Williams – Incontri ravvicinati del terzo tipo (Close Encounters of the Third Kind)

### Anni 1980
- 1980
  - Ennio Morricone – I giorni del cielo (Days of Heaven)
  - Richard Rodney Bennett – Yankees (Yanks)
  - Carmine Coppola, Francis Ford Coppola – Apocalypse Now
  - Jerry Goldsmith – Alien
- 1981
  - John Williams – L'Impero colpisce ancora (Star Wars: Episode V - The Empire Strikes Back)
  - John Deacon, Brian May, Freddie Mercury, Roger Taylor, Howard Blake – Flash Gordon
  - Michael Gore – Saranno famosi (Fame)
  - Hazel O' Connor – Breaking Glass
- 1982
  - Carl Davis – La donna del tenente francese (The French Lieutenant's Woman)
  - Burt Bacharach – Arturo (Arthur)
  - John Williams – I predatori dell'arca perduta (Raiders of the Lost Ark)
  - Vangelis – Momenti di gloria (Chariots of fire)
- 1983
  - John Williams – E.T. l'extra-terrestre (E.T. the Extra-Terrestrial)
  - George Fenton, Ravi Shankar – Gandhi
  - Vangelis – Blade Runner
  - Vangelis – Missing- Scomparso (Missing)
- 1984
  - Ryūichi Sakamoto – Furyo (Senjou no Merii Kurisumasu)
  - Mark Knopfler – Local Hero
  - Giorgio Moroder – Flashdance
  - Jack Nitzsche – Ufficiale e gentiluomo (An Officer and a Gentleman)
- 1985
  - Ennio Morricone – C'era una volta in America (Once Upon a Time in America)
  - Ry Cooder – Paris, Texas
  - Paco de Lucía – Carmen Story (Carmen)
  - Mike Oldfield – Urla del silenzio (The Killing Fields)
- 1986
  - Maurice Jarre – Witness - Il testimone (Witness)
  - Harold Faltermeyer – Beverly Hills Cop - Un piedipiatti a Beverly Hills (Beverly Hills Cop)
  - Brian Gascogne, Junior Homrich – La foresta di smeraldo (The Emerald Forest)
  - Maurice Jarre – Passaggio in India (A Passage to India)
- 1987
  - Ennio Morricone – Mission (The Mission)
  - John Barry – La mia Africa (Out of Africa)
  - Herbie Hancock – Round Midnight - A mezzanotte circa (Autour de Minuit)
  - Richard Robbins – Camera con vista (A Room with a View)
- 1988
  - Ennio Morricone – Gli intoccabili (The Untouchables)
  - George Fenton, Jonas Gwangwa – Grido di libertà (Cry Freedom)
  - Peter Martin – Anni '40 (Hope and Glory)
  - Stanley Myers – Vorrei che tu fossi qui! (Wish You Were Here)
- 1989
  - John Williams – L'impero del sole (Empire of the Sun)
  - Dick Hyman – Stregata dalla luna (Moonstruck)
  - Lennie Niehaus – Bird
  - Ryūichi Sakamoto, David Byrne, Cong Su – L'ultimo imperatore (The Last Emperor)

### Anni 1990
- 1990
  - Maurice Jarre – L'attimo fuggente (Dead Poets Society)
  - George Fenton – Le relazioni pericolose (Dangerous Liaisons)
  - Trevor Jones – Mississippi Burning - Le radici dell'odio (Mississippi Burning)
  - Carly Simon – Una donna in carriera (Working Girl)
- 1991
  - Ennio Morricone e Andrea Morricone – Nuovo cinema Paradiso
  - George Fenton – Memphis Belle
  - Dave Grusin – I favolosi Baker (The Fabulous Baker Boys)
  - Carly Simon – Cartoline dall'inferno (Postcards from the Edge)
- 1992
  - Jean-Claude Petit – Cyrano de Bergerac
  - John Barry – Balla coi lupi (Dances with Wolves)
  - Howard Shore – Il silenzio degli innocenti (The Silence of the Lambs)
  - Hans Zimmer – Thelma & Louise
- 1993
  - David Hirschfelder – Ballroom - Gara di ballo (Strictly Ballroom)
  - John Altman – Il mistero di Jo Locke, il sosia e miss Britannia '58 (Hear My Song)
  - Howard Ashman, Alan Menken – La bella e la bestia (Beauty and the Beast)
  - Randy Edelman, Trevor Jones – L'ultimo dei Mohicani (The Last of the Mohicans)
- 1994
  - John Williams – Schindler's List - La lista di Schindler
  - Alan Menken – Aladdin
  - Michael Nyman – Lezioni di piano (The Piano)
  - Marc Shaiman – Insonnia d'amore (Sleepless in Seattle)

Da questa edizione il premio assume il nome di Anthony Asquith Award for Film Music, in onore del regista Anthony Asquith
- 1995
  - Don Was – Backbeat - Tutti hanno bisogno di amore (Backbeat)
  - Richard Rodney Bennett – Quattro matrimoni e un funerale (Four Weddings and a Funeral)
  - Guy Gross – Priscilla - La regina del deserto (The Adventures of Priscilla, Queen of the Desert)
  - Hans Zimmer – Il re leone (The Lion King)
- 1996
  - Luis Enríquez Bacalov – Il postino
  - Patrick Doyle – Ragione e sentimento (Sense and Sensibility)
  - George Fenton – La pazzia di Re Giorgio (The Madness of King George)
  - James Horner – Braveheart - Cuore impavido (Braveheart)
- 1997
  - Gabriel Yared – Il paziente inglese (The English Patient)
  - David Hirschfelder – Shine
  - Trevor Jones – Grazie, signora Tatcher (Brassed Off)
  - Tim Rice, Andrew Lloyd Webber – Evita
- 1998
  - Nellee Hooper – Romeo + Giulietta di William Shakespeare (Romeo + Juliette)
  - Anne Dudley – Full Monty - Squattrinati organizzati (The Full Monty)
  - Jerry Goldsmith – L.A. Confidential
  - James Horner – Titanic
- 1999
  - David Hirschfelder – Elizabeth
  - Barrington Pheloung – Hilary e Jackie
  - Stephen Warbeck – Shakespeare in Love
  - John Williams – Salvate il soldato Ryan (Saving Private Ryan)

### Anni 2000
- 2000
  - Thomas Newman – American Beauty
  - Ry Cooder, Nick Gold – Buena Vista Social Club
  - Michael Nyman – Fine di una storia (The End of the Affair)
  - Gabriel Yared – Il talento di Mr. Ripley (The Talented Mr. Ripley)
- 2001
  - Tan Dun – La tigre e il dragone (Wo hu cang long)
  - T Bone Burnett, Carter Burwell – Fratello, dove sei? (Oh, Brother, Where Art Thou?)
  - Lisa Gerrard, Hans Zimmer – Il gladiatore (Gladiator)
  - Stephen Warbeck – Billy Elliot
- 2002
  - Craig Armstrong e Marius De Vries – Moulin Rouge!
  - Angelo Badalamenti – Mulholland Drive
  - Harry Gregson-Williams, John Powell – Shrek
  - Howard Shore – Il Signore degli Anelli - La Compagnia dell'Anello (The Lord of the Rings: The Fellowship of the Ring)
  - Yann Tiersen – Il favoloso mondo di Amélie (Le Fabuleux Destin d'Amélie)
- 2003
  - Philip Glass – The Hours
  - Fred Ebb, Danny Elfman, John Kander – Chicago
  - Wojciech Kilar – Il pianista (The Pianist)
  - Howard Shore – Gangs of New York
  - John Williams – Prova a prendermi (Catch Me If You Can)
- 2004
  - Gabriel Yared e T Bone Burnett – Ritorno a Cold Mountain (Cold Mountain)
  - Alexandre Desplat – La ragazza con l'orecchino di perla (Girl with a Pearl Earring)
  - Brian Reitzell, Kevin Shields – Lost in Translation - L'amore tradotto (Lost in translation)
  - RZA – Kill Bill: Volume 1
  - Howard Shore – Il Signore degli Anelli - Il ritorno del re (The Lord of the Rings: The Return of the King)
- 2005
  - Gustavo Santaolalla – I diari della motocicletta (Diarios de motocicleta)
  - Craig Armstrong – Ray
  - Bruno Coulais – Les choristes - I ragazzi del coro (Les choristes)
  - Jan A. P. Kaczmarek – Neverland - Un sogno per la vita (Finding Neverland)
  - Howard Shore – The Aviator
- 2006
  - John Williams – Memorie di una geisha (Memoirs of a Geisha)
  - T Bone Burnett – Quando l'amore brucia l'anima - Walk the Line (Walk the Line)
  - George Fenton – Lady Henderson presenta (Mrs Henderson Presents)
  - Alberto Iglesias – The Constant Gardener - La cospirazione (The Constant Gardner)
  - Gustavo Santaoalla – I segreti di Brokeback Mountain (Brokeback Mountain)
- 2007
  - Gustavo Santaolalla – Babel
  - David Arnold – Casino Royale
  - Alexandre Desplat – The Queen - La regina (The Queen)
  - Henry Krieger – Dreamgirls
  - John Powell – Happy Feet
- 2008
  - Christopher Gunning – La vie en rose (La Môme)
  - Jonny Greenwood – Il petroliere (There Will Be Blood)
  - Alberto Iglesias – Il cacciatore di aquiloni (The Kite Runner)
  - Dario Marianelli – Espiazione (Atonement)
  - Marc Streitenfeld – American Gangster
- 2009
  - A.R. Rahman – The Millionaire (Slumdog Millionaire)
  - Benny Andersson, Björn Ulvaeus – Mamma mia!
  - Alexandre Desplat – Il curioso caso di Benjamin Button (The Curious Case of Benjamin Button)
  - James Newton Howard, Hans Zimmer – Il cavaliere oscuro (The Dark Knight)
  - Thomas Newman – WALL•E

### Anni 2010
- 2010
  - Michael Giacchino – Up
  - T-Bone Burnett, Stephen Bruton – Crazy Heart
  - Alexandre Desplat – Fantastic Mr. Fox
  - James Horner – Avatar
  - Chaz Jankel – Sex & Drugs & Rock & Roll
- 2011
  - Alexandre Desplat – Il discorso del re (The King's Speech)
  - Danny Elfman – Alice in Wonderland
  - John Powell – Dragon Trainer (How to Train Your Dragon)
  - A.R. Rahman – 127 ore (127 Hours)
  - Hans Zimmer – Inception
- 2012
  - Ludovic Bource – The Artist
  - Howard Shore – Hugo Cabret (Hugo)
  - Trent Reznor e Atticus Ross – Millennium - Uomini che odiano le donne (The Girl with the Dragon Tattoo)
  - Alberto Iglesias – La talpa (Tinker, Tailor, Soldier, Spy)
  - John Williams – War Horse
- 2013
  - Thomas Newman – Skyfall
  - Mychael Danna – Vita di Pi (Life of Pi)
  - Alexandre Desplat – Argo
  - Dario Marianelli – Anna Karenina
  - John Williams – Lincoln
- 2014
  - Steven Price - Gravity
  - Hans Zimmer - 12 anni schiavo (12 Years a Slave)
  - John Williams - Storia di una ladra di libri (The Book Thief)
  - Henry Jackman- Captain Phillips - Attacco in mare aperto (Captain Phillips)
  - Thomas Newman - Saving Mr. Banks
- 2015
  - Alexandre Desplat - Grand Budapest Hotel (The Grand Budapest Hotel)
  - Antonio Sánchez - Birdman
  - Hans Zimmer - Interstellar
  - Jóhann Jóhannsson - La teoria del tutto (The Theory of Everything)
  - Mica Levi - Under the Skin
- 2016
  - Ennio Morricone - The Hateful Eight
  - Thomas Newman - Il ponte delle spie (Bridge of Spies)
  - Carsten Nicolai e Ryūichi Sakamoto - Revenant - Redivivo (The Revenant)
  - Jóhann Jóhannsson - Sicario
  - John Williams - Star Wars - Il risveglio della Forza (Star Wars: The Force Awakens)
- 2017
  - Justin Hurwitz - La La Land
  - Hauschka, Dustin O'Halloran - Lion - La strada verso casa (Lion)
  - Jóhann Jóhannsson - Arrival
  - Abel Korzeniowski - Animali notturni (Nocturnal Animals)
  - Mica Levi - Jackie
- 2018
  - Alexandre Desplat – La forma dell'acqua - The Shape of Water (The Shape of Water)
  - Jonny Greenwood – Il filo nascosto (Phantom Thread)
  - Hans Zimmer – Dunkirk
  - Dario Marianelli – L'ora più buia (Darkest Hour)
  - Benjamin Wallfisch e Hans Zimmer - Blade Runner 2049
- 2019
  - Lady Gaga, Bradley Cooper e Lukas Nelson – A Star Is Born
  - Terence Blanchard – BlacKkKlansman
  - Hans Zimmer – Se la strada potesse parlare (If Beale Street Could Talk)
  - Alexandre Desplat – L'isola dei cani (Isle of Dogs)
  - Marc Shaiman – Il ritorno di Mary Poppins (Mary Poppins Returns)

### Anni 2020
- 2020
  - Hildur Guðnadóttir - Joker
  - Alexandre Desplat - Piccole donne (Little Women)
  - Michael Giacchino - Jojo Rabbit
  - Thomas Newman - 1917
  - John Williams - Star Wars - L'ascesa di Skywalker (Star Wars: The Rise of Skywalker)
- 2021
  - Jon Batiste, Trent Reznor e Atticus Ross – Soul
  - Trent Reznor e Atticus Ross – Mank
  - Emile Mosseri – Minari
  - James Newton Howard – Notizie dal mondo (News of the World)
  - Anthony Willis – Una donna promettente (Promising Young Woman)
- 2022[2]
  - Hans Zimmer – Dune
  - Daniel Pemberton – A proposito dei Ricardo (Being the Ricardos)
  - Nicholas Britell – Don't Look Up
  - Alexandre Desplat – The French Dispatch of the Liberty, Kansas Evening Sun
  - Jonny Greenwood – Il potere del cane (The Power of the Dog)
- 2023[3]
  - Volker Bertelmann - Niente di nuovo sul fronte occidentale (Im Westen nichts Neues)
  - Justin Hurwitz - Babylon
  - Carter Burwell - Gli spiriti dell'isola (The Banshees of Inisherin)
  - Son Lux - Everything Everywhere All at Once
  - Alexandre Desplat - Pinocchio di Guillermo del Toro (Guillermo del Toro's Pinocchio)
- 2024[4]
  - Ludwig Göransson - Oppenheimer
  - Robbie Robertson (postumo) - Killers of the Flower Moon
  - Jerskin Fendrix - Povere creature! (Poor Things)
  - Anthony Willis - Saltburn
  - Daniel Pemberton - Spider-Man: Across the Spider-Verse
- 2025[5]
  - Daniel Blumberg - The Brutalist
  - Hauschka - Conclave
  - Clément Ducol e Camille - Emilia Pérez
  - Robin Carolan - Nosferatu
  - Kris Bowers - Il robot selvaggio (The Wild Robot)